# اعترافات یک پرچمدار شکست‌خورده
اعترافات یک پرچمدار شکست خورده (به فرانسوی: Confession d'un porte-drapeau déchu)، (به انگلیسی: Confessions of a Fallen Standard-Bearer) دومین رمان آندره مکین نویسنده فرانسوی روسی تبار است.

## نحوه چاپ کتاب
آندره مکین در بدو ورود به فرانسه در سال ۱۹۸۷ کتاب‌های دختر یک قهرمان اتحاد جماهیر شوروی و اعترافات یک پرچمدار شکست خورده را برای موسسات انتشاراتی فرانسوی فرستاد و هر بار بدون اینکه خوانده شوند به او برگردانده شدند. مکین در ابتدا تصمیم گرفت آثارش را با نام‌های مستعار مختلف و به عنوان ادبیات ترجمه شده روسی به فرانسه برای ناشران بفرستد. او حتی مجبور شد اعترافات یک پرچمدار شکست خورده را به زبان روسی شکسته‌بسته‌ای نوشته و نسخه اصلی را با نام مترجمی که وجود خارجی نداشت و نام فامیل مادربزرگ مکین را یدک می کشید ارائه دهد و تنها بدین ترتیب بود که اولین کتابش به چاپ رسید.

## شخصیت‌های داستان
داستان از زبان یک راوی اول شخص با نام آلیوشا∗ بیان می‌شود. او با شنیدن نام دوست دوران کودکیش، آرکادی∗، به یاد دوران گذشته می‌افتد و کتاب، شرح خاطراتی است که او از دوران شوروی بعد از جنگ جهانی دوم به یاد می‌آورد. نام کتاب به این دلیل انتخاب شده که آلیوشا و آرکادی در دوران بچگی پرچمدار دسته پیشاهنگی مدرسه خود بوده‌اند و حال آلیوشا بعد از سال‌ها که دیگر دوست خود را ندیده، داستان خاطرات آن روزها را نوشته و آن را برای چاپ به موسسه‌ای انتشاراتی داده است.

## درباره رمان
یکی از نکات جذاب رمان، که دست مکین را باز می‌گذارد، انتخاب یک راوی اول شخص است. این راوی، ظاهراً حالا در میانسالی (حدود ده سال پیرتر از سن و سال خود مکین در زمان نوشتن قصه، حدود ۱۹۸۷ مثلاً) خودش را در سال‌های دهه ۱۹۵۰ و ۱۹۶۰ به یاد می‌آورد و خطاب به دوست و همبازی‌اش -ظاهراً و شاید خود مکین- می‌نویسد و از پدران و مادران و بقیه اهل شهر کوچک و فضای حاکم بر شهر می نویسد. از حوادث و کشتار جنگ، از معلول شدن پدر دوستش، از دومینوی اهل شهر در میدان کوچک شهر، از مناظر همچون کارت پستال بیرون شهر باغچه خانه و غیره.
رمان با متنی کشدار از توصیف یک موقعیت مستقر شروع می‌کند. توصیف‌ها آرام آرام از شکل شاعرانه محیط و روابط به خشونت واقعیت می‌گرایند؛ همان‌گونه که روایت هم به عقب برمی‌گردد و از بعد از جنگ شروع می‌شود تا به زمان حال برسد. مکین در صفحات اول مسیر و شکل روایت رامی پوشاند، محو و کمرنگ می‌کند، اما کم کم هر دو مشخص می‌شوند و رمان رنگ می‌گیرد، ضرباهنگ تندتری پیدا می‌کند، آدم‌ها پررنگ‌تر می‌شوند و وقایع، شکل ناتورالیستی‌تری پیدا می‌کنند.